# Iván Vidaurre
Iván Gonzálo Vidaurre Mejía (Sucre, Bolivia; 2 de febrero de 1987) es un futbolista boliviano que juega como defensa y su equipo actual es Club Aurora de la Primera División de Bolivia.

## Clubes
| Club                    | País    | Año           |
| ----------------------- | ------- | ------------- |
| Independiente Petrolero | Bolivia | 2010 -2011    |
| Flamengo de Sucre       | Bolivia | 2011          |
| Real Potosí             | Bolivia | 2012 -2013    |
| Nacional Potosí         | Bolivia | 2013 -2014    |
| San José                | Bolivia | 2015 - 2017   |
| Universitario de Sucre  | Bolivia | 2018          |
| San José                | Bolivia | 2019-2020     |
| Palmaflor               | Bolivia | 2021-2022     |
| Universitario de Vinto  | Bolivia | 2023-2024     |
| Club Aurora             | Bolivia | 2025-presente |